# K.O.O.K.
 K.O.O.K.  ist das fünfte Studioalbum der deutschen Indie-Rock-Gruppe Tocotronic. Es erschien als Nachfolger von Es ist egal, aber am 26. Juli 1999 bei L’age d’or.
Parallel erschien in Belgien, den Niederlanden, Luxemburg und den USA eine englischsprachige Version des Albums, die nicht in Deutschland, Österreich und der Schweiz erhältlich ist, sondern ausschließlich über den Online-Versand der Plattenfirma Lado zu bekommen war. Zusätzlich war der deutsche Bonussong Ja enthalten.
Am 11. August 2000 erschien ein Doppel-Remixalbum namens K.O.O.K.variationen, auf dem unterschiedliche Electrokünstler die Songs von K.O.O.K. covern.
2009 wurde das Album erneut veröffentlicht. Darauf waren der Song Ja und eine alternative Version des Songs K.O.O.K. zu finden.

## Rezensionen
laut.de urteilt kritisch: „Höre ich mir einzelne Songs an, tendiere ich zur Begeisterung, höre ich die Platte am Stück, macht sie mich ärgerlich.“
Auf motor.de wird berichtet: „[...] die Zeiten, in denen der Tocotronic-Sound vorwiegend vom Wechsel zwischen ‚laut-verzerrt‘ und ‚leise-unverzerrt‘ lebte, sind dahin, und auch der Gesang changiert zwischen Relaxtheit, Beinah-Sprechen, gehauchter Soulfulness und boshaftem Quänglen.“
Plattentests.de schreibt: „[...] so sind auch die Texte abstrakter geworden und handeln nicht mehr nur vordergründig von persönlichen Erfahrungen und Antipathie gegenüber bestimmten Bevölkerungsgruppen. Es wird wieder mehr Raum für Interpretationen gelassen, [...]“ und über die englische Version: „Übersetzer Mike Halverson scheint einerseits gute Arbeit geleistet zu haben. Andererseits ließ es sich dennoch nicht vermeiden, daß hier und da des Öfteren etwas verloren geht, wenn der tocotronische Minimalismus wieder besonders pointiert funktioniert.“
Zur Remix-Version vergibt laut.de 5 von 5 Punkten und schreibt:
„Bei all den Stücken zeigt sich aufs Neue, welch großartige Melodien den meisten Tocotronic-Songs zugrunde liegen. [...] Was auch immer der Grundgedanke der drei Tocos bei diesem Album war, das Ergebnis ist am Ende großartig geworden!“

## Erfolge
Die Leser der Zeitschrift Spex wählten das Album K.O.O.K. auf Platz 3 der Jahrescharts 2000, in der Rolling Stone schaffte es das Album auf Platz 11, in der Visions auf Platz 18. Für die Kritiker des Musikexpress ist das Album auf Rang 26.
Die Single Let There Be Rock war für die Spex-Leser die viertbeste Single des Jahres, für die Kritiker die elftbeste. In den Lesercharts des Musikexpress ist das Lied auf Rang 10.
Der Song Freiburg V3.0 war für die Leser und Kritiker der Spex der dritt- bzw. fünftbeste Song des Jahres 2001. In der Sendung Zündfunk des BR erreichte er Rang 8. In der Musiksendung Der Ball ist rund des HR errang Freiburg den 8. Platz der Jahrescharts, Tomorrow will be like today mit Justus Köhncke sogar den 6. Platz.

## CD-Cover
Auf dem Cover und im Booklet sind Illustrationen von Raumschiffen zu sehen, die von dem Künstler Chris Foss gestaltet wurden.

## Besonderes
- Der Song K.O.O.K. war der erste rein englischsprachige Song der Band, der auf einem regulären Album erschien.
- Der Titel des Songs Let There Be Rock spielt auf einen gleichnamigen Song der Rockgruppe AC/DC an, die Fanfaren im Lied stammen aus dem Lied The Final Countdown der Band Europe.

## Titellisten

### K.O.O.K. (26. Juli 1999)
1. K.O.O.K. – 2:28
2. Das Unglück muss zurückgeschlagen werden – 4:22
3. Jackpot – 3:17
4. Die Grenzen des guten Geschmacks 1 – 3:40
5. Let There Be Rock – 4:00
6. Unter der Schnellstraße – 2:36
7. Tag ohne Schatten – 2:42
8. Das Geschenk – 6:58
9. Das sind keine Rätsel – 4:49
10. Jenseits des Kanals – 4:13
11. Der gute Rat – 2:23
12. Um die Ecke (gedacht) – 3:04
13. Die neue Seltsamkeit – 4:48
14. Morgen wird wie heute sein – 4:26
15. Die Grenzen des guten Geschmacks 2 – 2:38
16. Rock Pop in Concert – 3:53
17. 17 – 11:07

### K.O.O.K. – englische Version (1999)
1. K.O.O.K. – 2:28
2. Misfortune Must Be Fought Back – 4:21
3. Jackpot – 3:13
4. The Boundaries of Good Taste 1 – 3:43
5. Let There Be Rock – 3:58
6. Under the Expressway – 2:34
7. Day without Shadows – 2:41
8. The Gift – 6:54
9. Those Are Not Riddles – 4:45
10. Beyond the Canal – 4:10
11. Some Good Advice – 2:21
12. Thought around the Corner – 3:03
13. The New Strangeness – 4:46
14. Tomorrow Will Be like Today – 4:24
15. The Boundaries of Good Taste 2 – 2:36
16. Rock Pop in Concert – 3:53
17. 17 – 13:00
18. Ja (Bonus-Track) – 3:49

### K.O.O.K. – Variationen (11. August 2000)

#### CD 1 / Seite 1
1. Electric Mojo vs. Phoneheads: Das Geschenk (Crosseyed DJ-Mix)
2. Thomas & Dettinger: Jackpot (K.O. Kompakt Mix)
3. Dakar & Grinser feat. Toxette: Let There Be Rock (Dakar & Grinser Remix)
4. Funkstörung: Morgen wird wie heute sein (Funkstörungs K.O.K.O.N.U.T.S. Mix)
5. Egoexpress feat. Sinus Albino: K.O.O.K. (KOOK RMX)
6. Deimel Audio: Rock Pop In Concert (RP in C)
7. Turner: Das Geschenk (Turner's Zweisprach Surprise)
8. Justus Köhncke: Tomorrow will be like today (Version)
9. Fever: Let There Be Rock (We Let There Be Rock)
10. Fischmob / Erobique: Jackpot (Fischmob/Erobique Remix)
11. DJ DSL: Let There Be Rock (DJ DSL Remix)
12. Tocotronic: Tag ohne Schatten (Im Dreierland Remix)
13. Thies Mynther: Die Grenzen des guten Geschmacks 1 (Reeperbahn 78 Remix)
14. Flamman & Abraxas: Let There Be Rock (Abraxas Mix)
15. Ostinato: Die Grenzen des guten Geschmacks 1 (Mevsmenschmix)
16. Christoph de Babalon: Misfortune must be fought back (Misery Mix)

#### CD 2 / Seite 2
1. Tocotronic vs. Console: Freiburg V3.0 (Original)
2. Miss Kittin & The Hacker: Freiburg V3.0 (Tococrazy Mix)
3. Hans Platzgumer: Das Geschenk (Das Kraut Remix)
4. Trans Am: Tag ohne Schatten (Schatten Parker Mix)
5. Turner: Morgen wird wie heute sein (Turner' Leiser Atem Mix)

### K.O.O.K. (Re-Release) (29. Mai 2009)
1. K.O.O.K. – 2:28
2. Das Unglück muss zurückgeschlagen werden – 4:22
3. Jackpot – 3:17
4. Die Grenzen des guten Geschmacks 1 – 3:40
5. Let There Be Rock – 4:00
6. Unter der Schnellstraße – 2:36
7. Tag ohne Schatten – 2:42
8. Das Geschenk – 6:58
9. Das sind keine Rätsel – 4:49
10. Jenseits des Kanals – 4:13
11. Der gute Rat – 2:23
12. Um die Ecke (gedacht) – 3:04
13. Die neue Seltsamkeit – 4:48
14. Morgen wird wie heute sein – 4:26
15. Die Grenzen des guten Geschmacks 2 – 2:38
16. Rock Pop in Concert – 3:53
17. 17 – 11:07
18. Ja – 3:50
19. K.O.O.K. (Take 2) – 2:31

## Singles
Als Singles wurden folgende Songs ausgekoppelt:
- Let There Be Rock (L’age d’or)

1. Let There Be Rock
2. Das Unglück muß zurückgeschlagen werden
3. Etwas das ich noch nicht kennen kann
4. Ja

- Jackpot (L’age d’or)

1. Jackpot (Maxi Mix)
2. Jackpot (Fischmob-Erobique Rmx)
3. Jackpot (K.O. Kompakt Mix)
4. Jackpot (Album-Version)
5. Das Geschenk (Turner's Zweisprach Surprise)
6. Let There Be Rock (Boliden-Rmx)
7. Let There Be Rock (DJ DSL Rmx)

- Freiburg V3.0 (L’age d’or)

1. Freiburg V3.0 (Tocotronic vs. Console)
2. Freiburg V3.0 (Radio Europe)
3. Freiburg V3.0 (Helium Remix by Heiko Laux)
4. Freiburg V3.0 (I Like Giorgio Remix by Miss Kittin & The Hacker)
5. Freiburg V3.0 (Remis by And The Lefthanded and Special Guests)
6. Freiburg (Original Version by Tocotronic)
7. Freiburg V3.0 (Club Europe)
8. Freiburg V3.0 (Kevin and Paul's Tom Selleck Mix)

Zudem wurde ein Video zu Tomorrow will be like today mit Justus Köhncke aufgenommen.

## Mitwirkende
- Dirk von Lowtzow: Gesang, Gitarre, Synthesizer, Klavier
- Jan Müller: Bass, Synthesizer
- Arne Zank: Schlagzeug, Gitarre, Slide-Gitarre, Triangel
- Thies Mynther: Synthesizer, Klavier, Effekte
- Micha Acher: Flügelhorn
- Hubert Pistl: Waldhorn
- Ulrich Wangenheim: Klarinette, Saxofon
- Dascha Lukaschewitsch: Cello
- Luciana Beleava: Violine
- Jefimija Brajovic: Violine
- Daniel Eichholz: Zymbal
- Carol von Rautenkranz: Produzent, Panflöte
- Peter Deimel: Co-Produzent, Aufnahmen, Mixen
- Mike Halverson: Übersetzung